# 宮脇淳
宮脇 淳（みやわき あつし、1956年10月12日 - ）は、日本の政治学者、北海道大学名誉教授、株式会社日本政策総研代表取締役。専門は、行政学・財政学。

## 来歴
東京都出身。1979年 日本大学法学部管理行政学科卒業後、参議院事務局入局。
日本総合研究所調査部主任研究員等を経て1996年に北海道大学法学部・大学院法学研究科教授に就任。1998年、日本総合研究所主席研究員に転じ、1998年10月に再び北海道大学大学院法学研究科教授に復帰。
2005年に開設された北海道大学公共政策大学院の初代院長に就任。
2007年4月1日から2009年まで北海道大学公共政策大学院教授を務めつつ、内閣府参与及び地方分権改革推進委員会事務局長を兼務。2010年から再び北海道大学公共政策大学院院長。
2022年北海道大学名誉教授、日本政策総研理事長兼取締役、北海道大学公共政策大学院客員教授。
2023年株式会社日本政策総研代表取締役。

## 著作

### 単著
- 『財政投融資の改革――公的金融肥大化の実態』（東洋経済新報社, 1995年）
- 『図解財政のしくみ――いっきにわかる財政危機の本質と問題点』（東洋経済新報社, 1997年）
- 『行財政改革の逆機能』（東洋経済新報社, 1998年）
- 『「公共経営」の創造――地方政府の確立をめざして』（PHP研究所, 1999年）
- 『財政投融資と行政改革』（PHP研究所［PHP新書］, 2001年）
- 『公共経営論』（PHP研究所, 2003年）

### 共著
- （宮下忠安）『財政システム改革――見えざる「官の聖域」を解剖する』（日本経済新聞社, 1995年）
- （梶川幹夫）『「独立行政法人」とは何か――新たな公会計制度の構築』（PHP研究所, 2001年）
- （若生幸也）『地域を創る！「政策思考力」入門編』（ぎょうせい，2016年）
- （佐々木央・東宣行・若生幸也）『自治体経営リスクと政策再生』（東洋経済新報社，2017年）
- （井口寬司・若生幸也）『指定管理者制度　問題解決ハンドブック』（東洋経済新報社，2019年）

### 編著
- 『PPPが地域を変える――アウトソーシングを超えて-官民協働の進化形』（ぎょうせい, 2005年）